# Fiat 500L
A Fiat 500L é uma minivan para cinco passageiros, com motor dianteiro e tração dianteira produzida pela Fiat entre 2012 e 2022. Foi apresentado no Salão de Genebra em março de 2012 , e lançado na Itália em setembro de 2012. Era fabricado em Kragujevac, na Sérvia. 

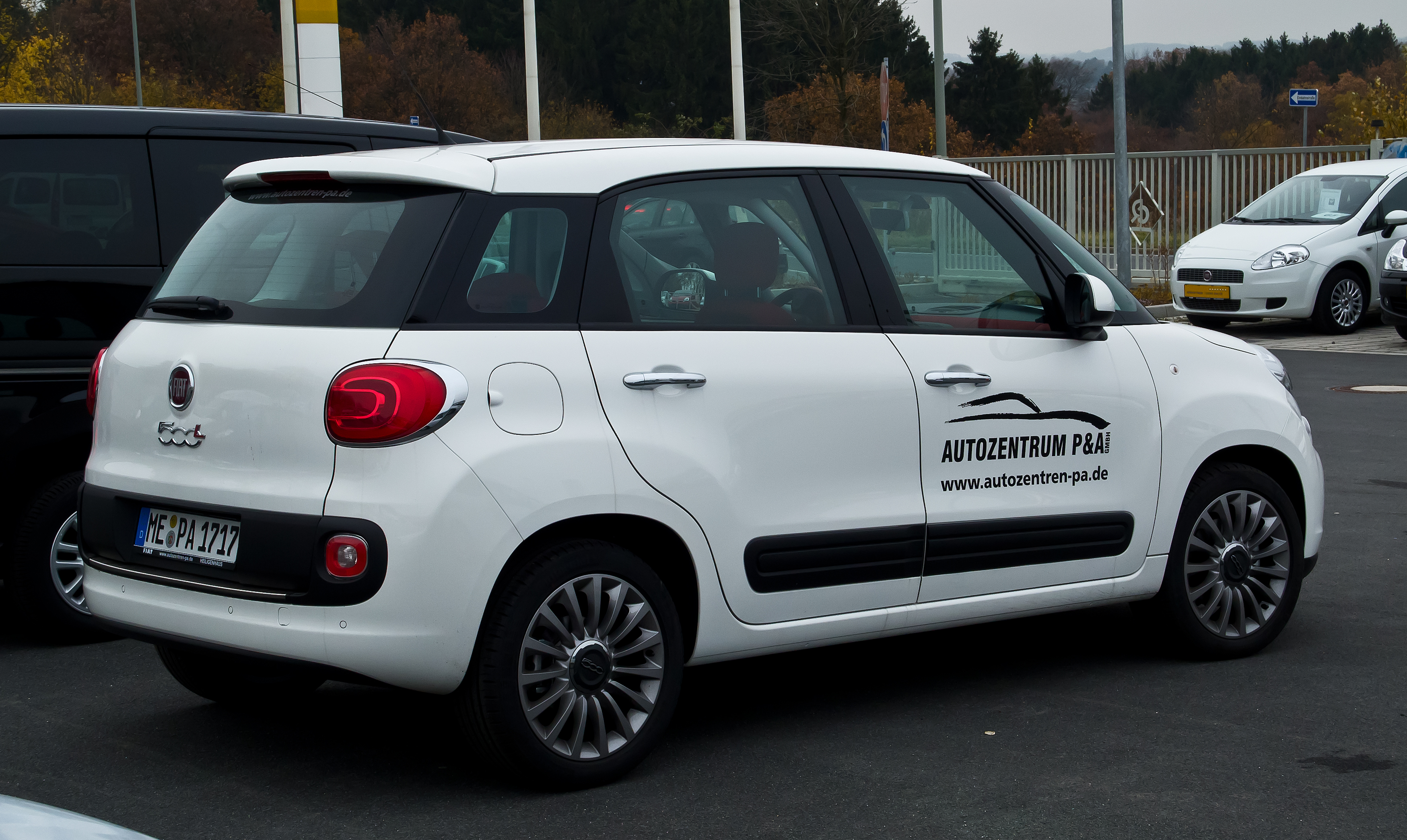
vista traseira do Fiat 500L

Em 2013, a Fiat iniciou a comercialização de um prolongado de 7 lugares variante, o 500L de Vida, na Europa.